# Aéroport international Tribhuvan
L'Aéroport international Tribhuvan (en anglais Tribhuvan International Airport) (code IATA : KTM • code OACI : VNKT) est le seul aéroport international du Népal, situé à Katmandou. Il est situé à environ 6 km à l'est du centre de la ville, dans la vallée de Katmandou.
L'aéroport est composé de deux terminaux, un pour les vols intérieurs et le second pour les vols internationaux.
Dans le terminal international, quelques boutiques vendent des produits détaxés (Duty Free).
Un agrandissement récent du terminal international a permis de raccourcir la distance pour accéder aux avions.
La chaîne d'hôtels de luxe Radisson met à disposition une salle réservée pour les clients en première classe et classe affaires de différentes compagnies et la Thai Airways International dispose de son propre salon pour ses clients privilégiés et les détenteurs de la carte Star Alliance.
Actuellement, environ 22 compagnies aériennes assurent des liaisons régulières entre le Népal et différentes destinations en Asie et au Moyen-Orient. À part la ville d'Istanbul, aucune ville européenne n'est desservie directement à partir de Katmandou.

## Situation
| \| 100 km1:3 095 000 \| Bajura Bhadrapur Bhâratpur Bhojpur Biratnagar Dhangadhi Dolpa Janakpur Jomsom Jumla Katmandou Lamidanda Lukla Manang Meghauli Nepalganj Phaplu Pokhara Ramechhap Rukumkot Rumjatar Simara Siddharthanagar Simikot Surkhet Talcha Taplejung Thamkharka Tumlingtar Dang |
| 100 km1:3 095 000 |

## Statistiques
Pour des raisons techniques, il est temporairement impossible d'afficher le graphique qui aurait dû être présenté ici.

Voir la requête brute et les sources sur Wikidata.

## Compagnies et destinations
| Compagnies                | Destinations |
| ------------------------- | --- |
| Air Arabia                | Charjah |
| Air China                 | Chengdu-Shuangliu, Lhassa-Gonggar |
| Air India                 | Delhi-Indira Gandhi, Calcutta-N. S. C. Bose |
| AirAsia X                 | Kuala Lumpur |
| Bhutan Airlines           | Delhi-Indira Gandhi, Paro |
| Biman Bangladesh Airlines | Dacca-Shah Jalal |
| Buddha Air                | Calcutta-N. S. C. Bose , Varanasi (Bénarès)-Lal Bahadur Shastri Charter : Paro                                                                          |
| Cathay Dragon             | Hong Kong |
| China Eastern Airlines    | Kunming-Changshui |
| China Southern Airlines   | Canton-Baiyun |
| Druk Air                  | Delhi-Indira Gandhi, Paro |
| Etihad Airways            | Abou Dabi |
| flydubai                  | Dubaï |
| Himalaya Airlines         | Dammam-roi Fahd, Doha-Hamad, Dubaï, Kuala Lumpur Charter : Colombo-Bandaranaike                                                                         |
| IndiGo                    | Delhi-Indira Gandhi |
| Korean Air                | Séoul-Incheon |
| Malaysia Airlines         | Kuala Lumpur |
| Malindo Air               | Kuala Lumpur |
| Nepal Airlines            | - Bangalore-Kempegowda, - Bangkok-Suvarnabhumi, - Delhi-Indira Gandhi, - Doha-Hamad, - Dubaï, - Hong Kong, - Kuala Lumpur, - Bombay-Chhatrapati-Shivaji |
| Oman Air                  | Mascate |
| Qatar Airways             | Doha-Hamad |
| Regent Airways            | Dacca-Shah Jalal |
| Sichuan Airlines          | Chengdu-Shuangliu, Lhassa-Gonggar |
| SilkAir                   | Singapour-Changi |
| Thai Airways              | Bangkok-Suvarnabhumi |
| Tibet Airlines            | Chengdu-Shuangliu, Lhassa-Gonggar, Xi'an-Xianyang |
| Turkish Airlines          | Istanbul |
| US-Bangla Airlines        | Dacca-Shah Jalal |
| Wataniya Airways          | Koweït |

Édité le 12/03/2018